# Андреевка (Куркинский район)
Андреевка — село в Куркинском районе Тульской области России.
В рамках административно-территориального устройства является центром Андреевской волости Куркинского района, в рамках организации местного самоуправления включается в Михайловское сельское поселение.

## География
Расположено в 6 км к северу от райцентра, посёлка городского типа  Куркино, и в 106 км к юго-востоку от областного центра, г. Тулы. 

## Население
| 2002 | 2010 |
| ---- | ---- |
| 274  | ↘221 |